# Порфирий (Кириллов)
Архимандри́т Порфи́рий (в миру Пётр Филиппович Кириллов; 1775—1817) — архимандрит Кириллово-Белозерского монастыря Новгородской епархии Русской православной церкви.

## Биография
Пётр Кириллов родился в 1775 году в городе Смоленске в семье протоиерея. По окончании курса в Смоленской духовной семинарии, 7 января 1797 года был «записан был в разночинскую гимназию» при Императорском Московском университете, в 1798 году произведён в студенты и переведен в ИМУ; имел три медали от юридического и философского факультетов.
В 1800 году Пётр Филиппович Кириллов был определен репетитором в пансион при Московском университете, а с 20 января 1803 года состоял учителем высшей информатории в Александро-Невской академии (ныне СПбДА), где последовательно преподавал арифметику, геометрию, грамматику, синтаксику, риторику, философию, математику, греческий язык и физику.

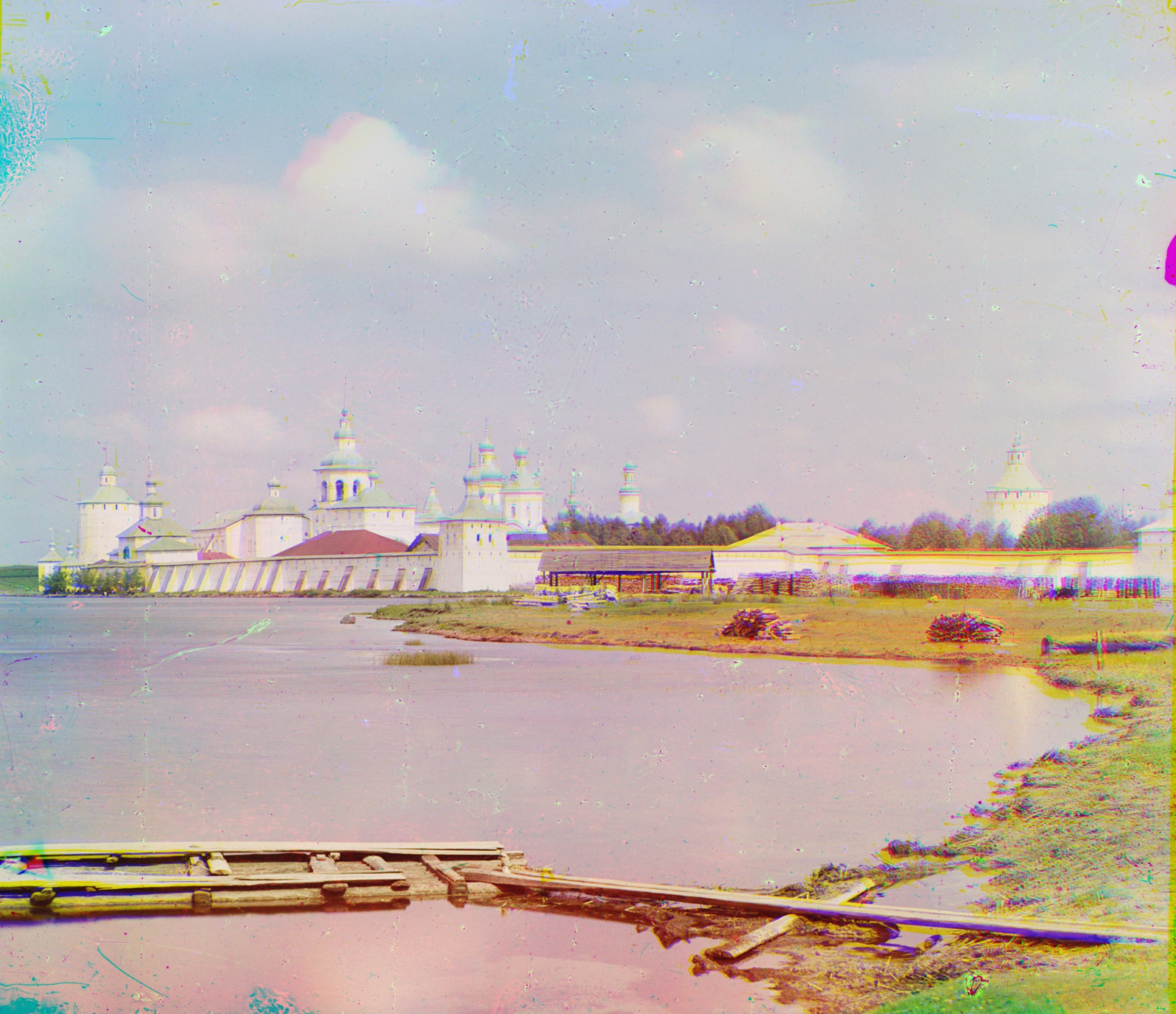
Зеленецкий-Троицкий монастырь
(фото Сергея Прокудина-Горского, 1909)

16 марта 1803 года Пётр Филиппович Кириллов постригся в монашество с именем Порфирия, 5 апреля был рукоположен в иеродиаконы и 19 января 1804 года — в иеромонахи; тогда же он был причислен к соборным иеромонахам Александро-Невской лавры.
10 июня 1806 года Порфирий Кириллов был произведен в архимандриты Зеленецкого Троицкого монастыря, а в следующем году назначен присутствующим в Санкт-Петербургскую духовную консисторию.
5 августа 1808 года отец Порфирий был назначен настоятелем Троице-Сергиевой Приморской пустыни и в том же году 17 ноября был назначен префектом Александро-Невской академии. В 1809 году, с преобразованием Академии, он был уволен от духовно-училищной службы и перемещен настоятелем в Кирилло-Белозерский монастырь, где и пробыл до самой своей смерти 27 сентября 1817 года.